# Prix Lionel-Boulet
Pour les articles homonymes, voir Lionel Boulet et Boulet (homonymie).
Pour un article plus général, voir Prix du Québec.
Le prix Lionel-Boulet est l’un des prix du Québec décernés annuellement par le gouvernement du Québec. Il couronne l’ensemble de la carrière et de l’œuvre d’un chercheur québécois.

## Description du prix
Les réalisations reconnues par ce prix sont les inventions, les innovations scientifiques ou technologiques, le leadership dans le développement scientifique et l’apport à la croissance économique du Québec.
Les critères d’éligibilité au prix sont :
- le candidat doit être citoyen canadien et vivre ou avoir vécu au Québec ;
- une personne ne peut recevoir deux fois le même prix, mais elle peut en recevoir plus d’un la même année ;
- un prix ne peut être attribué à plusieurs personnes à moins que ces personnes participent à des réalisations conjointes ;
- un prix ne peut être attribué à titre posthume.

Le prix :
- une bourse non imposable de 30 000 $ ;
- une médaille en argent réalisée par un artiste québécois ;
- un parchemin calligraphié et un bouton de revers portant le symbole des Prix du Québec ;
- une pièce de joaillerie exclusive aux lauréates et aux lauréats ;
- un hommage public aux lauréats et aux lauréates par le gouvernement du Québec au cours d’une cérémonie officielle.

## Origine du nom
Le prix doit son nom à Lionel Boulet (1919–1996), premier directeur (1967-1982) de l’Institut de recherche d'Hydro-Québec (IREQ). On lui doit, alors qu’il était à la tête du Département de génie électrique de l’Université Laval, d’avoir proposé la création de l’IREQ, projet qui fut accepté en 1965.

## Lauréat(e)s
- 1999 - Robert Zamboni
- 2000 - Bernard Coupal
- 2001 - Morrel P. Bachynski
- 2002 - Pierre-Claude Aïtcin
- 2003 - Lorne M. Trottier
- 2004 - Esteban Chornet
- 2005 - Henry Buijs
- 2006 - Yvan Guindon
- 2007 - Maher I. Boulos
- 2008 - Ghyslain Dubé
- 2009 - André Gosselin
- 2010 - Michael Florian
- 2012 - Louis-Philippe Vézina
- 2013 - Roger Lecomte
- 2014 -  François Soumis
- 2015 - Tony Falco
- 2016 - Michel Drouet
- 2017 - Peter Tsantrizos
- 2018 - Jean Caron
- 2019 - Karim Zaghib[1]
- 2020 - Claire Deschênes
- 2021 - Patrice J. Mangin
- 2022 - Michel Gauthier
- 2023 - Richard Boudreault